# Byram, Mississippi
Byram är en ort i Hinds County i delstaten Mississippi, USA.